# シェルトン・コルウェル
Shelton Colwell（シェルトン・コルウェル、1980年10月20日 - ）は、アメリカ合衆国出身のバスケットボール選手である。ポジションはパワーフォワード/センター。サウスウエストミズーリ州立大学を卒業後、5ヶ国でプレー。2013年1月、bjリーグの滋賀レイクスターズに入団。2013-14シーズン終了まで在籍した。